# Pappus (botanique)
Pour les articles homonymes, voir Pappus et Aigrette.

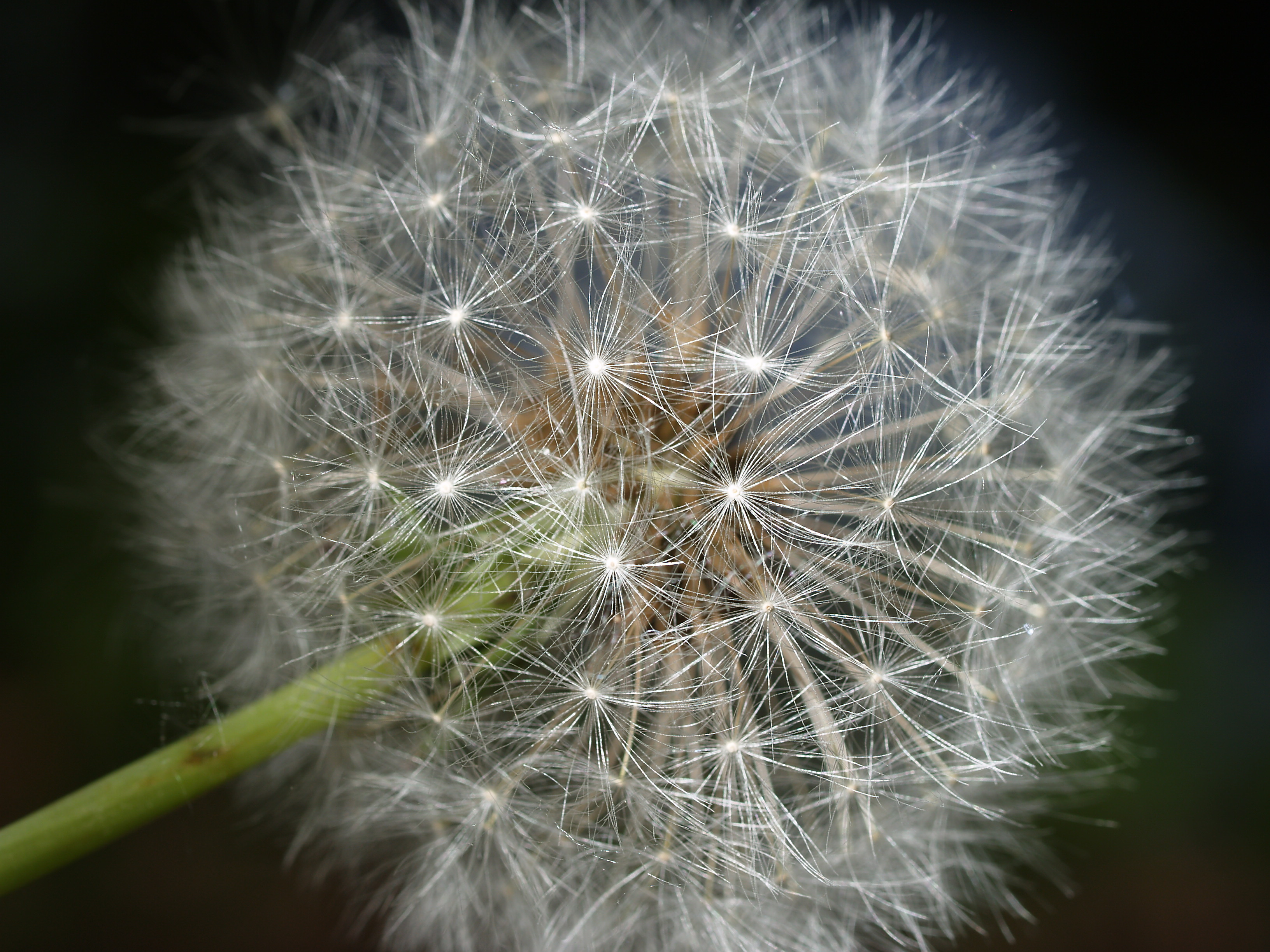
Pappus d'un pissenlit.

Schéma d'un fleuron ligulé d'astéracée :
A : ovaire ;
B : pappus ;
C : étamines ;
D : pétales ;
E : style.

Un pappus (terme botanique issu du latin pappus, « duvet des chardons »), appelé aussi aigrette, est une petite touffe ou un faisceau de poils ou de soies (lisses, denticulés ou barbelés, plumeux) qui surmontent certains akènes, notamment chez les Astéracées, et permettent une dispersion optimale par le vent, à l'instar d'un parachute, mais aussi par les animaux. Le pappus est ainsi adapté à l'anémochorie et à la zoochorie.

## Caractéristiques
La tête de l'infrutescence (fructification du capitule, l'inflorescence devenue mature) de nombreuses astéracées présente de nombreux akènes surmontés chacun d'un pappus. Ce faisceau de poils en forme de parachute « sème à tout vent » comme sur l'image classique du dictionnaire Larousse.

## Origine
Le pappus est issu du calice accrescent et du stigmate de l'ovaire.

## Étude du vol
L'observation des akènes dans une soufflerie verticale a permis d'identifier un phénomène de mécanique des fluides original concernant l'aigrette du pissenlit. Ce pappus poreux contient de 90 à 110 filaments (en dehors de cette plage, le phénomène ne s'observe pas). Sa géométrie et la répartition des filaments créent une bulle d'air stable en forme de vortex toroïdal (en) (vortex en forme d'anneau comme le rond de fumée de cigarette) détaché du corps de la graine. Cette bulle forme une zone de basse pression qui tire l'akène vers le haut et lui permet de profiter de courants ascendants pour être disséminé sur des distances pouvant atteindre facilement 10 km. Si les courants aériens sont favorables, le pappus permet une dispersion transocéanique des graines par le vent, ce qui favorise la spéciation allopatrique.
Ce résultat expérimental ouvre « une piste pour concevoir des drones miniatures bioinspirés qui pourraient se mouvoir dans l’air en utilisant un système léger et peu encombrant ».

## Galerie

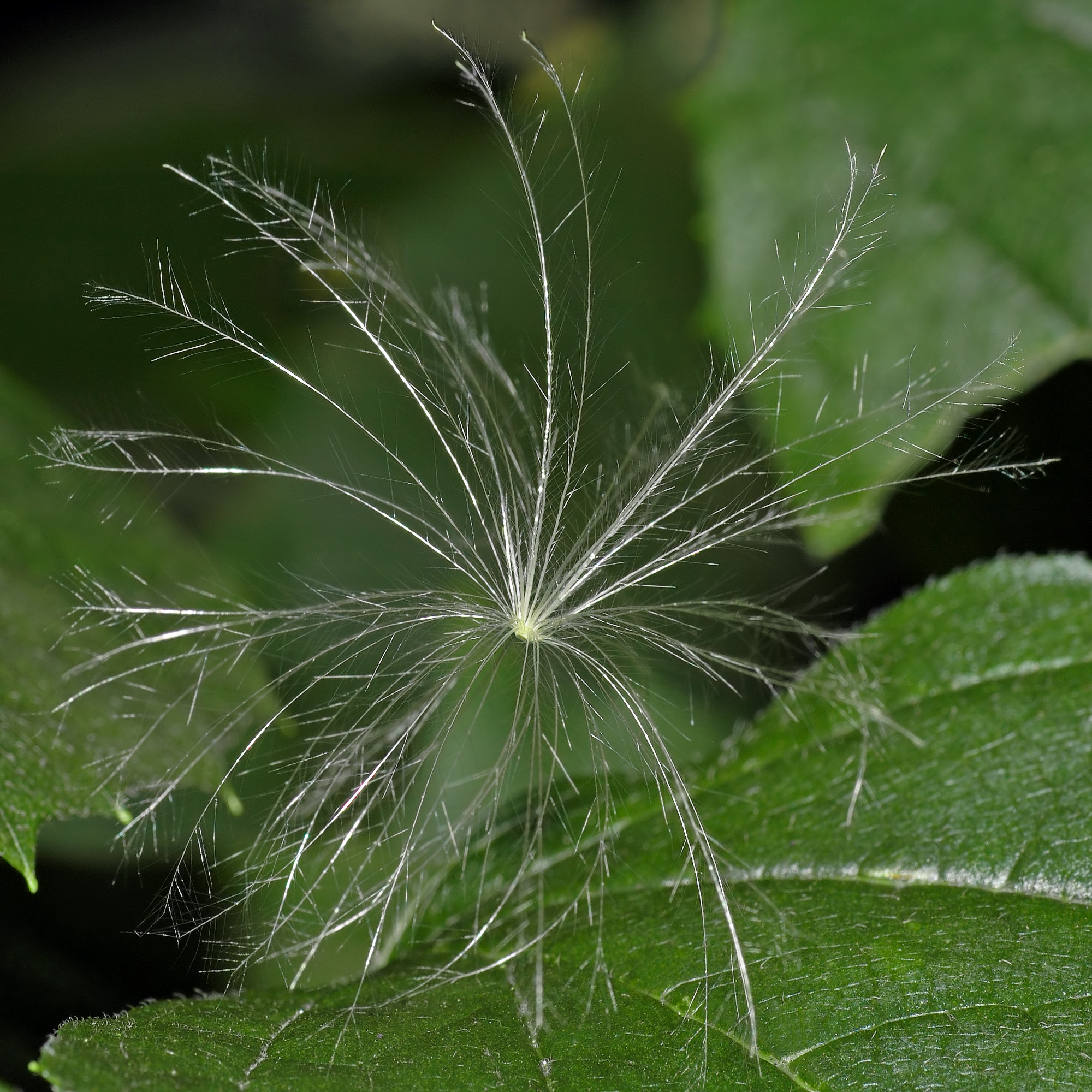
Cirse des champs.
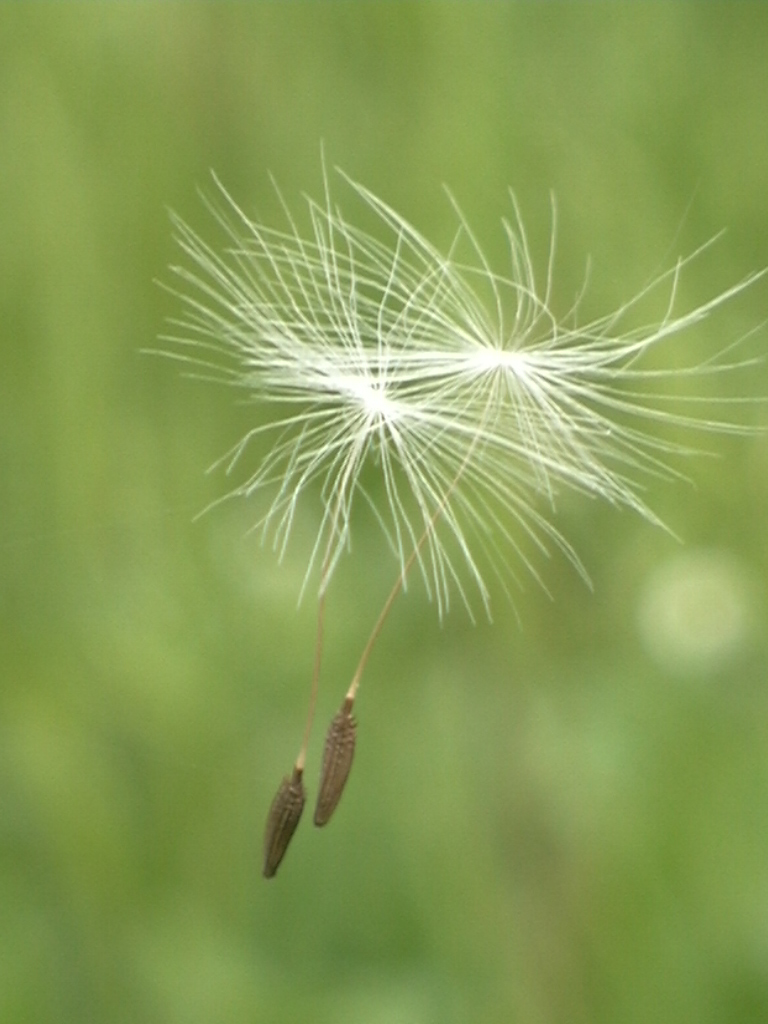
Pissenlit.
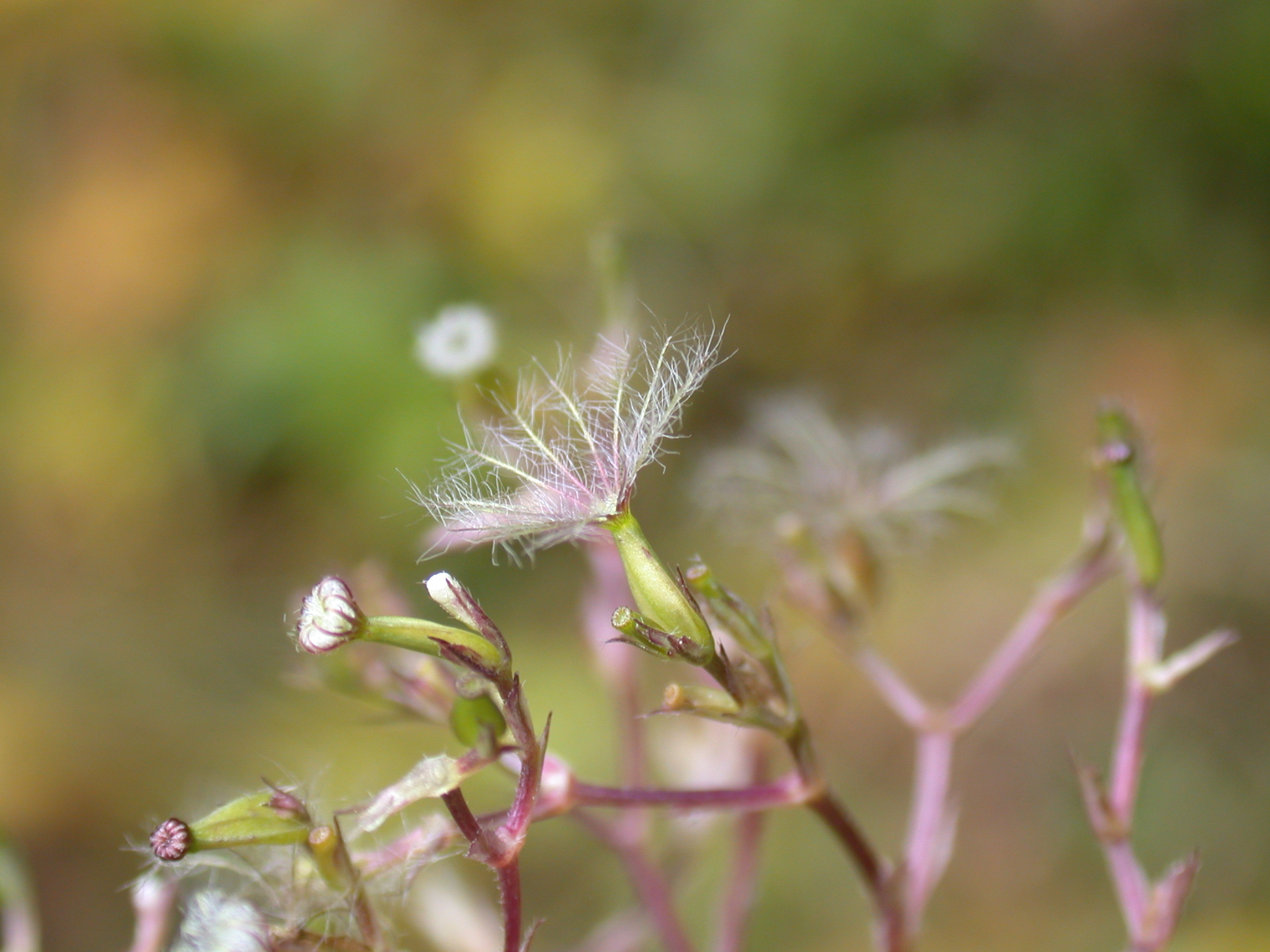
Pappus de la Valériane officinale.
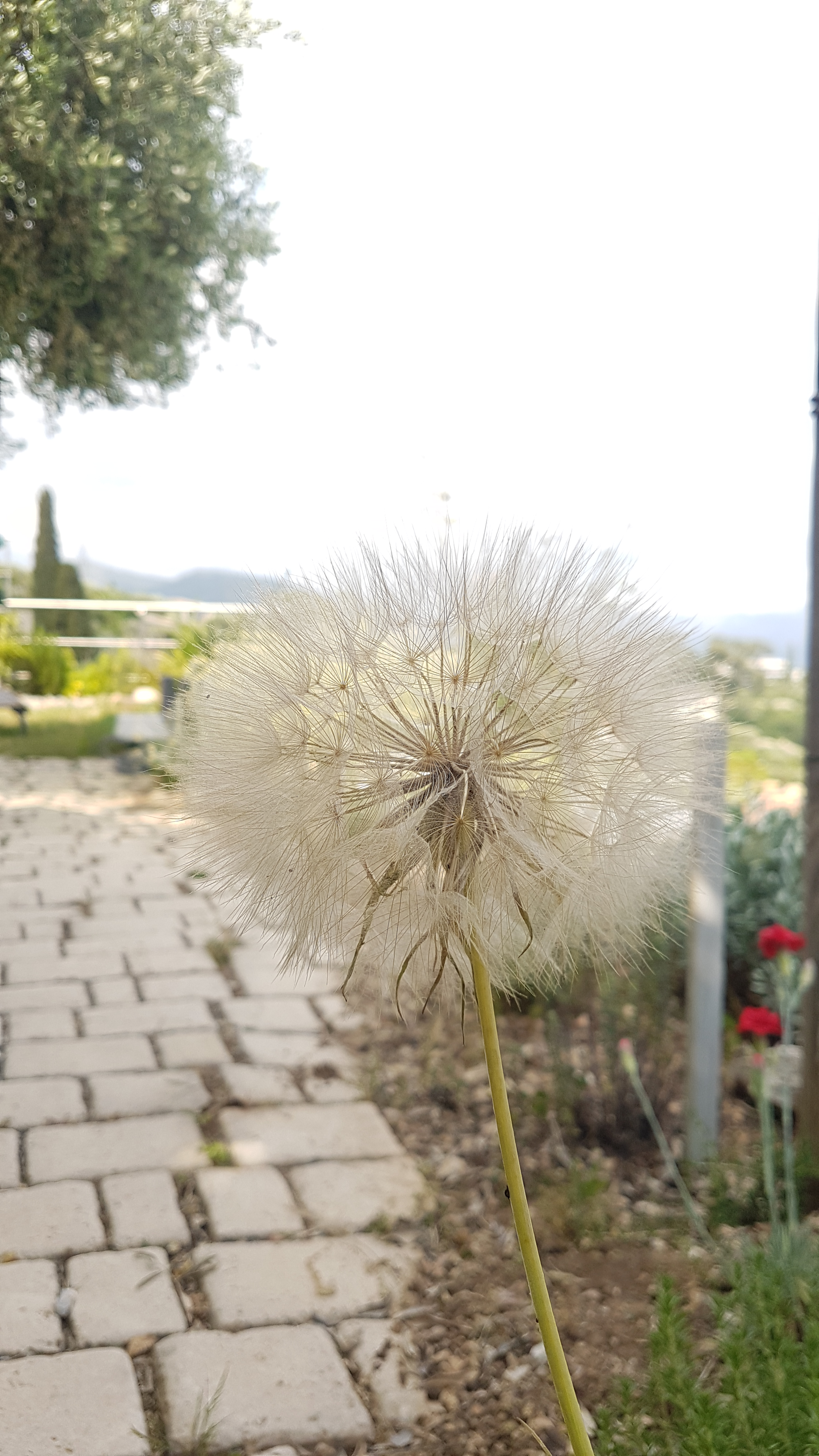
Pappus de salsifis douteux.
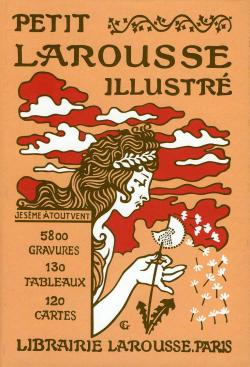
Le pissenlit comme symbole de la diffusion du savoir, Petit Larousse de 1905.